# Austrolimnophila latistyla
Austrolimnophila latistyla är en tvåvingeart som beskrevs av Jaroslav Stary 1977. Austrolimnophila latistyla ingår i släktet Austrolimnophila och familjen småharkrankar. Inga underarter finns listade i Catalogue of Life.